# Đảng Nhân dân Pakistan
Đảng Nhân dân Pakistan (tiếng Urdu: پاکستان پیپلز پارٹی): là một chính đảng trung tả ở Pakistan hôi viên của Đảng Xã hội quốc tế. Lãnh đạo của đảng này, cho đến cuộc ám sát, chủ tịch Benazir Bhutto. Nghị sĩ Đảng Nhân dân Pakistan (tiếng Anh: The Pakistan Peoples Party Parliamentarians (PPPP) là một đảng thành được PPP thành lập năm 2002 nhằm đảm bảo tuân thủ theo luật bầu cử của Pakistan đối với các chính đảng.

## Lịch sử Đảng nhân dân Pakistan
Đảng này được thành lập ngày 30 tháng 11 năm 1967, và ngài Zulfikar Ali Bhutto đã trở thành chủ tịch đầu tiên. Tín điều của đảng là: "Hồi giáo là niềm tin của chúng ta; dân chủ là đường lối chính trị; chủ nghĩa xã hội là đường lối kinh tế; tất cả quyền lực thuộc về nhân dân."
PPP được xem là khá tự do hơn các chính đảng khác ở Pakistan và nổi tiếng vì đấu tranh cho các vấn đề như quyền phụ nữ và quyền của người nghèo và người bị áp bức.
Dù trung tâm của đảng này nằm ở tỉnh miền nam Sindh, đảng này cũng có ủng hội ở tỉnh Punjab. 